# غارت مکه
غارت مکه در ۲ ذی‌الحجه ۳۱۷ ه‍. ق(۲۱ دی ۳۰۸ ه‍.ش) رخ داد، زمانی که قرمطیان بحرین شهر مقدس مسلمانان را در میان مناسک حج غارت کردند.
قرمطی‌ها، گروهی از هواداران شیعه اسماعیلی بودند که در آغاز سدهٔ نهم میلادی در بحرین پایه‌گذاری شد. ابوسعید جنابی فارسی بنیانگذار قرمطیان اصالتاً ایرانی و اهل گناوه در ساحل فارس بود. او میان سال‌های ۸۴۵ و ۸۵۵ زاده شد، و بر اساس گزارش‌ها از ناحیه پهلوی چپش فلج شده بود. ادعا شده که او تبار سلطنتی پارسی دارد، این‌که این موضوع را خودش مطرح کرده یا بعدها به او نسب داده شده‌است مشخص نیست. او در آغاز زندگی خود نخست در زادگاهش گناوه و سپس در نزدیکی کوفه خزدار یا بازرگان آرد بود. پس از کشته‌شدن او در سال ۳۰۰ قمری (۹۱۳ میلادی)، پسرش ابوطاهر، رهبر قرمطیان شد. وی به خلیفه مقتدر عباسی نامه‌ای نوشت و در آن، سپاه خود را ارتش خدا معرفی کرد.
قرمطیان دردسرهای فراوانی برای عباسیان ایجاد کردند؛ آن‌ها به کاروان‌های حجاج حمله کرده و حتی در سال‌های ۹۲۷–۹۲۸ میلادی به عراق، مرکز خلافت عباسی، حمله کرده بودند. در سال ۹۲۸، ابوطاهر جنابی، رهبر قرمطیان، متقاعد شد که مهدی موعود، منجی که آخرالزمان را آغاز می‌کند و قوانین دینی موجود را باطل می‌کند، در شخص جوانی ایرانی به نام ابوالفضل اصفهانی آمده‌ است. در نتیجه، جنابی افراد خود را در هنگام حج زمستان ۹۲۹/۹۳۰ علیه مکه رهبری کرد.
قرمطیان ظاهراً برای انجام زیارت وارد شهر شدند، ولی بلافاصله به زائران هجوم آوردند. شهر به مدت هشت تا یازده روز چپاول شد، بسیاری از حجاج کشته، ولی دفن نشدند و در چاه مقدس زمزم انداخته شدند، در حالی که حتی کعبه، مقدس‌ترین مکان اسلام، غارت شد و همهٔ تزئینات و آثار آن از جمله حجرالاسود به احسا برده شد. خواجه نظام الملک در کتاب سیاست نقل می‌کند هنگامی که وی به احسا بازآمد هر کجا مصحف ها بود از قرآن و انجیل و تورات و زبور به صحرا افکند و گفت :در دنیا مردمان را سه کس تباه کردند شبانی(موسی)، و طبیبی(عیسی) ،و شتربانی(محمد) و غیظ من از شتربان بیشتر است که از دیگران که ایشان مشعبد و سبک دست و محتال بودند. پس از آن برای نخستین بار از زمان پیدایش اسلام، یکی از برجسته‌ترین مراسم اسلامی یعنی حج نزدیک به ۸ سال متوقف شد، زیرا حجاج از حمله جدید قرمطیان که اکنون بخش قابل توجهی از عربستان را تحت کنترل داشتند و عباسیان را به زانو درآورده بودند، می‌ترسیدند. این عمل به معنای گسست کامل قرمطیان و جهان اسلام بود و در سال ۹۳۱ به دنبال آن، اصفهانی به عنوان خداوند در برابر مؤمنان قرمطی به ظهور رسید. با این حال، به زودی آشکار شد که مهدی چنین چیزی نیست و او کشته شده‌است. شریعت اسلام دوباره در بحرین احیا شد و قرمطیان با دولت عباسی وارد مذاکره شدند که نتیجه آن انعقاد پیمان صلح در سال ۹۳۹ بود. قرمطیان حجرالاسود را به‌عنوان فدیه نگه داشتند و عباسیان را وادار کردند تا هزینه هنگفتی بپردازند تا به کعبه بازگردانده شود. خلیفه فاطمی المنصور، نیز درخواست رسمی برای بازگرداندن آن کرد و به همین دلیل پس از پرداخت مبلغ زیادی غرامت به قرمطیان سرانجام در سال ۹۵٢ حجر الاسود به مکه بازگردانده شد.